# Mediaș
Mediaș (niem. Mediasch, węg. Medgyes) – rumuńskie miasto usytuowane w centrum Siedmiogrodu w okręgu Sybin.
Powierzchnia miasta to około 62,62 km². Burmistrzem od 2004 roku jest Daniel Thellmann.

## Położenie
Leży w środkowej Rumunii, nad rzeką Târnava Mare. Otoczone jest wzgórzami Vîrful Păsărilor (Ptasi Szczyt), Dealul Furcilor (Wzgórze Wieczornic) i Dalul Gloria (Wzgórze Gloria). Ich stoki pokrywają w znacznej części winnice - Tradycja uprawy winorośli zaznaczona jest w herbie miasta.

## Historia
Miasto powstało w miejscu, w którym pierwsze osady ludzkie istniały już w epoce żelaza. Znalezione na terenie miasta monety świadczą o tym, że później przebywała tu ludność dako-romańska. Na wzgórzu zajmowanym przez miasto stał niegdyś warowny obóz rzymski zwany Media. Współczesny Mediaș wzmiankowany był w dokumentach w pierwszej połowie XIII w.
Miasto rozwinęło się z wioski rzemieślniczej. W Mediaș zachowało się wiele starych uliczek, a także kościół z XIV wieku oraz fragmenty innych średniowiecznych budynków. W mieście produkuje się m.in. maszyny, szkło, obuwie, wino i porcelanę.
Tutaj 16 lutego 1576, po ogłoszeniu go w Krakowie królem Polski, książę siedmiogrodzki Stefan Batory zaprzysiągł pacta conventa, m.in. przyrzekł odebrać dla Rzeczypospolitej ziemie zagrabione przez Iwana Groźnego.

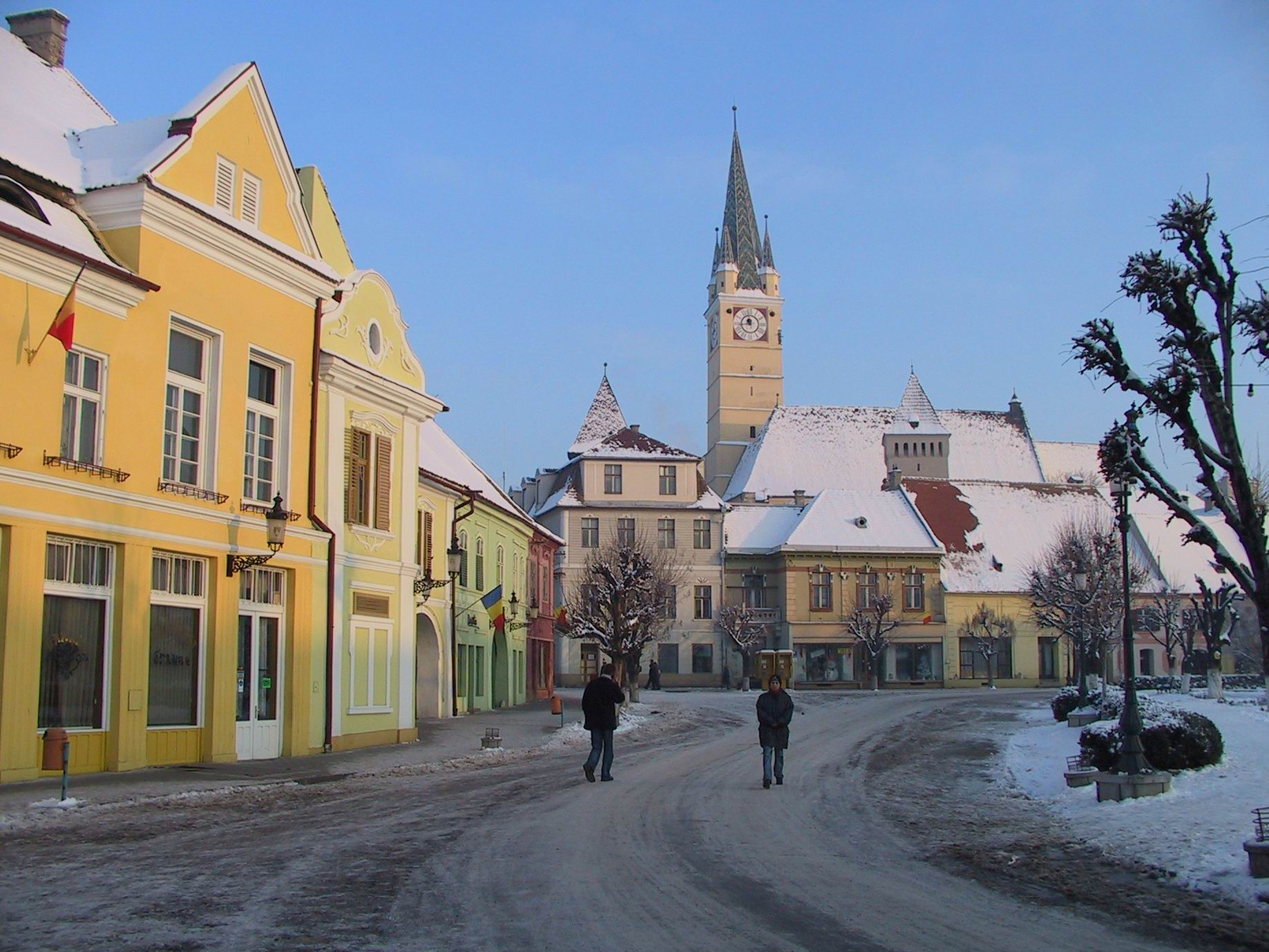
Mediaș

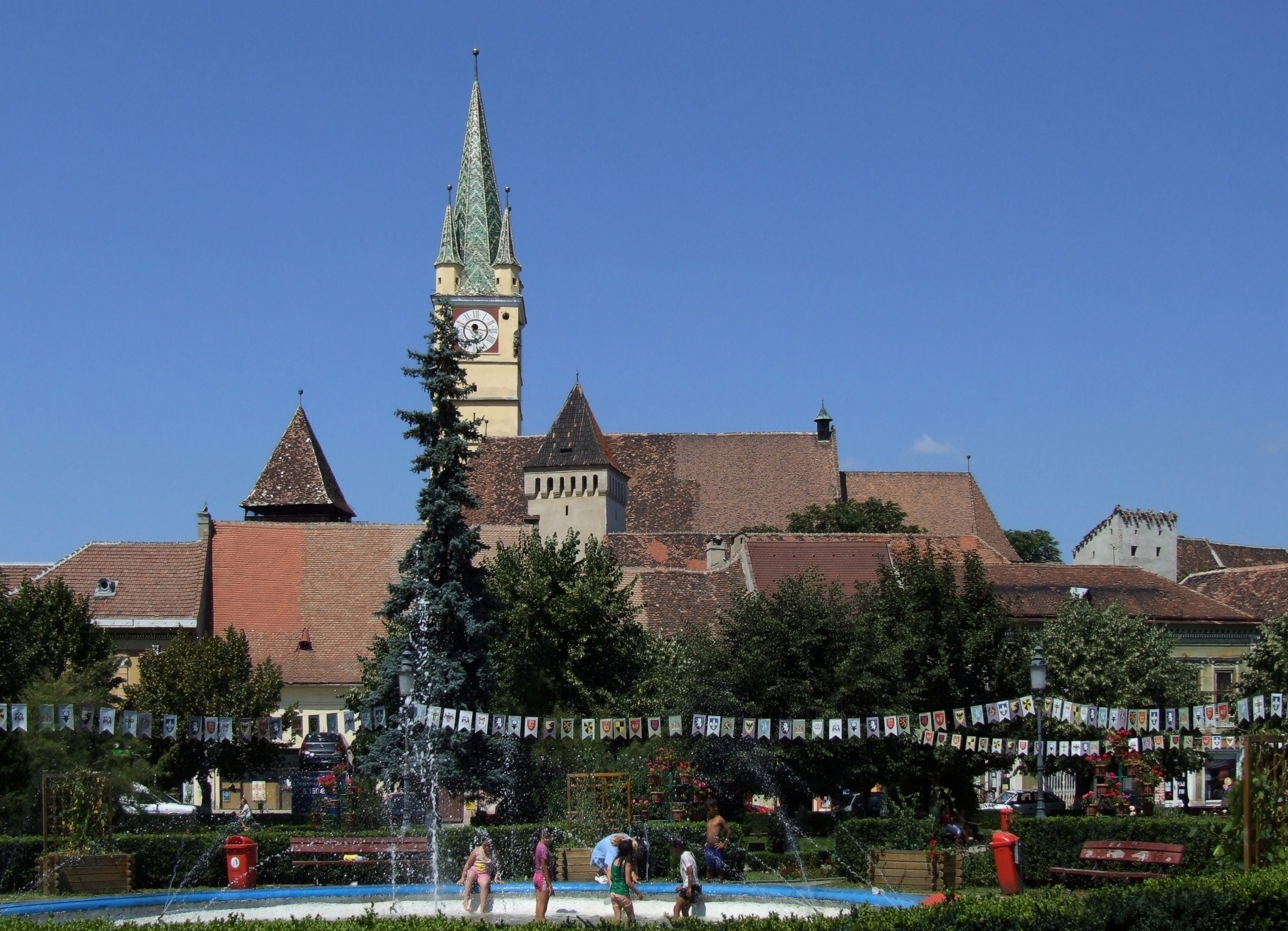
Centrum miasta z kościołem warownym św. Małgorzaty

## Populacja
W Mediaș żyje ok. 55 400 ludzi:
- 45 400 – Rumuni
- 6500 – Węgrzy
- 2200 – Romowie
- 1200 – Niemcy
- około 150 innej narodowości

## Miasta partnerskie
- Dąbrowa Górnicza[2]